# Enrique Villaurrutia
Enrique Villaurrutia (Cienfuegos, 24 aprile 1985) è un ex calciatore cubano, di ruolo centrocampista.

## Carriera

### Club
Dal 2004 gioca in patria nel Cienfuegos.

### Nazionale
Ha esordito con la Nazionale cubana nel 2005. Ha partecipato alla CONCACAF Gold Cup 2005 e 2007.